# سمية للخلايا
السمية للخلايا هي صفة سمية تؤثر على الخلايا. مثالها المواد الكيميائية التي تؤثر على الخلايا المناعية وكذلك بعض أنواع الفينوم التي مصدرها الأفعى النفاثة أو العنكبوت الناسك البني.

## فيزيولوجيا الخلية
قد يؤدي تعريض الخلايا للمركبات السامة للخلايا إلى نتائج متنوعة. قد تخضع الخلية لعملية النخر الذي تفقد فيه سلامة غشائها وتموت بسرعة نتيجة الانحلال الخلوي. يمكن أن تتوقف الخلايا عن النمو والانقسام الفعال (انخفاض في عيوشية الخلية) أو يمكنها أن تُفعّل برنامجًا وراثيًا من الموت الخلوي المضبوط (الاستماتة أو الموت الخلوي المبرمج).
تُظهر الخلايا الخاضعة للنخر عادةً تورمًا سريعًا، وتفقد أيضًا سلامة غشائها، وتتوقف فيها عمليات الأيض، وتُطلق محتوياتها إلى الوسط المحيط بها. لا تمتلك الخلايا التي تتعرض للنخر السريع في أنابيب المختبر الوقت أو الطاقة الكافيين لتفعيل آلية الاستماتة (الموت الخلوي المبرمج)، وبالتالي لن تُظهر علاماته أو واسماته. تتميز الاستماتة بحوادث خلوية وجزيئية دقيقة، تشمل تغيّر معامل انكسار الخلية (معامل الانكسار لوسط ما هو نسبة سرعة الضوء في الفراغ إلى سرعته في هذا الوسط)، وانكماش الهيولى وتكثّف النواة وانشطار الحمض النووي «الدنا» إلى شدفٍ منتظمة الحجم.
في النهاية، تتعرض الخلايا الخاضعة للموت الخلوي المبرمج في المزارع الخلوية إلى نخر ثانوي، إذ تتوقف عملية الأيض وتفقد سلامة غشائها ثم تنحل.

## القياس
تُستخدم فحوص السمية للخلايا على نطاق واسع في الصناعات الدوائية للكشف عن السمية الخلوية في المكتبات الكيميائية (المكتبة الكيميائية أو المركبة هي مخزن من المواد الكيميائية الحقيقية أو الافتراضية لكل منها بيانات خاصة به ومعلومات مثل البنية الكيميائية والنقاوة والكمية والخواص الفيزيولوجية الكيميائية). قد يبحث الباحثون عن المركبات السامة للخلايا إذا كانوا مهتمين بتطوير علاج يستهدف الخلايا الورمية سريعة الانقسام على سبيل المثال، أو يمكنهم التحري عن التأثيرات السمية الخلوية غير المرغوبة استنادًا إلى الإصابات التي أظهرتها المسوح البدئية للأدوية عالية الإنتاجية قبل الاستثمار في تطويرها كمستحضرات دوائية.
يُعد تقييم سلامة الغشاء الخلوي واحدًا من أشيع الطرق في قياس مدى عيوشية الخلية والتأثيرات السامة للخلايا. تؤثر المركبات التي تحوي تأثيرات سامة للخلايا على سلامة غشاء الخلية غالبًا. تُستبعد في الحالة الطبيعية الملونات الحيوية مثل زرقة التريبان أو يوديد البروبيديوم خارج الخلية السليمة، ولكن إذا كان غشاء الخلية متأذيًا، فإنها تعبر بحرية عبره وتُلون المكونات داخل الخلوية. بطريقة بديلة، يمكن تقييم سلامة غشاء الخلية عبر مراقبة عبور المواد التي تحتجز في الحالة الطبيعية داخل الخلية إلى خارجها. ومن هذه الجزيئات، نازع هيدروجين اللاكتات (إل دي إتش)، الذي يُقاس عادةً باستخدام مقايسة نازع هيدروجين اللاكتات. يُقلل نازع هيدروجين اللاكتات من تحول ثنائي نوكليوتيد الأدنين وأميد النيكوتين (إن إيه دي) إلى ثنائي نوكليوتيد الأدنين وأميد النيكوتين المهدرج (إن إيه دي إتش)، الأمر الذي يُحفز تغيرًا لونيًا عبر التفاعل مع كاشف معين.
حُددت الواسمات الحيوية للبروتياز التي تسمح للباحثين بقياس الأعداد النسبية للخلايا الحية والميتة في نفس المجموعة الخلوية. يتفعل بروتياز الخلية الحية في الخلايا التي تمتلك غشاءً خلويًا سليمًا فقط، ويفقد فاعليته عندما تضعف الخلية وينكشف على الوسط المحيط بها. لا يستطع بروتياز الخلية الميتة عبور الغشاء الخلوي ويمكن قياسه فقط في أوساط الزرع بعد أن تفقد الخلية سلامة غشائها.